# Triptykon
Triptykon is een studioalbum van Jan Garbarek. Hij had daarbij zijn kwartet ingeruild voor een trio. De gitarist van het kwartet Terje Rypdal was “voor zichzelf begonnen” en nam drummer Jon Christensen mee. Andersen bleef Garbarek trouw. Andersen bracht drummer Edward Vesala in uit een opname met Juhi Aaltonen. Zij namen het album in één dag op in de Bendiksen Studio in Oslo in november 1972 onder leiding van geluidstechnicus Jan Erik Kongshaug. Het was vooral in de beginjaren van de freejazz dat het album scoorde en werd gezien als een van de beste albums van de Noorse saxofonist.  
Na dit album ging Garbarek op tournee met Bobo Stenson en liet daarmee eigenlijk zijn eigen trio in de steek. 

## Musici
- Jan Garbarek – sopraansaxofoon, tenorsaxofoon, bassaxofoon, dwarsfluit
- Arild Andersen – basgitaar
- Edward Vesala – percussie, slagwerk

## Muziek
| Nr. | Titel                                  | Duur  |
| --- | -------------------------------------- | ----- |
| 1.  | RIM (Garbarek, Arildsen, Vesala)       | 10:34 |
| 2.  | SELJE (Garbarek, Arildsen, Vesala)     | 2:16  |
| 3.  | J.E.V. (Garbarek, Arildsen, Vesala)    | 7:27  |
| 4.  | SANG (Garbarek, Arildsen, Vesala)      | 2:47  |
| 5.  | TRIPTYCON (Garbarek, Arildsen, Vesala) | 12:43 |
| 6.  | ETU EHI! (Garbarek, Vesala)            | 2:18  |
| 7.  | BRUREMARSJ (gearrangeerd volksliedje)  | 4;12  |